# Nationaal park Rocky Cape
Het Nationaal park Rocky Cape is een nationaal park aan de kust van Straat Bass in het noorden van Tasmanië, Australië. Het park heeft een oppervlakte van 3064 hectare en is opgericht op 21 juni 1967.
Het park bestaat uit een enkele kilometers brede kuststrook, die loopt van Rocky Cape in het noordwesten, tot aan voorbij Sisters Beach in het zuidoosten. De strook bestaat uit zand en rotsstrandjes direct langs de kust met tot ongeveer 300 meter hoge heuvels in het achterland. De rotsen langs de kust zijn grillig gevormd door eeuwenlange erosie. Op sommige plaatsen zijn hierdoor natuurlijke grotten ontstaan. Hoewel kustplaatsje Sisters Beach helemaal omsloten is door het park, maakt het hier geen deel van uit.
Het park is voornamelijk geschikt voor dagrecreatie en er zijn geen kampeermogelijkheden. Een bescheiden overnachtingsmogelijkheid is te Sisters Beach en Boat Harbour Beach ten oosten van het park, terwijl westelijk buiten het park enige kampeerterreinen te vinden zijn. Het park bevat Aboriginalnederzettingen, onder meer in grotten van 8000 jaar oud. Men kan zwemmen, vissen en de kusten verkennen en er worden wandelingen georganiseerd variërend van minder dan 20 minuten tot een hele dag waarbij onder meer scheepswrakken en eigenaardige rotsformaties bezien kunnen worden.
Ben Lomond · 
Cradle Mountain-Lake St Clair · 
Douglas-Apsley · 
Franklin-Gordon Wild Rivers · 
Freycinet · 
Hartz Mountains · 
Kent Group · 
Maria Island · 
Mole Creek Karst · 
Mount Field · 
Mount William · 
Narawntapu · 
Rocky Cape · 
Savage River · 
South Bruny · 
Southwest · 
Strzelecki · 
Tasman · 
Walls of Jerusalem
Nationale parken in: AUS · NSW · NT · QLD · SA · TAS · VIC · WA